# 3,4-Diméthylhexane
Le 3,4-diméthylhexane est un hydrocarbure saturé de la famille des alcanes de formule C8H18. Il est un des dix-huit isomères de l'octane.
Les atomes de carbone 3 et 4 qui portent chacun un groupe méthyle sont chiraux.
Cependant, il existe un plan de symétrie qui passe entre ces deux atomes, le 3,4-diméthylhexane se présente donc sous la forme d'une paire d'énantiomères et d'un composé méso diastéréoisomère: 
- le (R,R)-3,4-diméthylhexane de numéro CAS 52919-17-2
- le (S,S)-3,4-diméthylhexane de numéro CAS 10203-80-2
- le (R,S)-3,4-diméthylhexane de numéro CAS 52949-33-4

qui sont séparables grâce à leur pouvoir rotatoire opposé pour les énantiomères, le diastéréoisomère étant beaucoup plus facile à séparer du mélange du fait de ses propriétés chimiques différentes.